# Objaw Chadwicka
Objaw Chadwicka (ang. Chadwick's sign) – objaw widoczny we wczesnej ciąży (5.–6. tydzień) polegający na sino-purpurowym zabarwieniu  błony śluzowej pochwy i części pochwowej szyjki macicy. Jest zależny od działania progesteronu, który powoduje zwiększone ukrwienie i rozpulchnienie tych okolic, a także pojawienie się zastoju żylnego.
Jest zaliczany do prawdopodobnych objawów ciąży (czyli objawów sugerujących ciążę, niepozwalających jednak na jej rozpoznanie) i jest stwierdzany podczas badania ginekologicznego.
Po raz pierwszy został opisany około 1836 przez francuskiego lekarza Etienne'a Josepha Jacquemina (1796–1872), jednakże rozpowszechniony został dopiero przez Jamesa Read Chadwicka (1844–1905), amerykańskiego ginekologa, który opublikował jego opis w 1887.

## Zobacz
- objaw Hegara
- Objaw Piskáčka